# Trainspotting (romanzo)
Trainspotting è il primo e più fortunato libro dello scrittore scozzese Irvine Welsh, incentrato sulle grottesche vicissitudini dei componenti di un gruppo di tossicodipendenti nella Edimburgo di fine anni ottanta. Da questo romanzo è stato tratto l'omonimo film di Danny Boyle. 
Welsh ha successivamente redatto anche un prequel, intitolato Skagboys, e tre seguiti, Porno (da cui poi è stato liberamente tratto un altro film a vent'anni esatti dal primo, diretto sempre da Boyle ed interpretato in buona parte dagli stessi attori protagonisti di Trainspotting), Morto che cammina e L'artista del coltello

## Significato del titolo
Il titolo si riferisce all'episodio del paragrafo Guardando i treni alla stazione centrale di Leith (in originale, Trainspotting at Leith Central Station), dove Renton e Begbie vengono avvicinati da un vecchio barbone mentre stanno urinando nell'ormai dismessa stazione centrale di Leith: costui chiede loro se stessero facendo del trainspotting, ossia se fossero dei disoccupati che per ingannare il tempo osservano i treni in arrivo ed in partenza dalla stazione. Renton rimane interdetto perché Begbie non risponde in malo modo né malmena il barbone, come ci si potrebbe aspettare, anzi sembra addirittura in imbarazzo: solo mentre si allontanano si rende conto che l'ubriacone è il padre dell'amico.

## Trama
Il romanzo è caratterizzato da una struttura narrativa non lineare (la storia si compone essenzialmente di racconti e brevi frammenti apparentemente slegati tra loro, seppur accomunati da stesse ambientazione e personaggi vari, e fortemente asimmetrici nell'impostazione temporale, con il personaggio narrante mai ben specificato all'inizio di ogni segmento del libro) e si divide in sette parti: le prime sei sono composte da capitoli di varia lunghezza, ognuno narrato da un personaggio differente attraverso un personalissimo e distintivo flusso di coscienza, incentrato su un determinato avvenimento ed indipendente dagli altri, il che fa sembrare Trainspotting, più che un romanzo, una raccolta di storie brevi.

Ciascun personaggio, come detto prima, ha un suo peculiare stile narrativo, che lo contraddistingue nel lungo periodo (si potranno, ad esempio, riconoscere le tribolazioni di Spud, pieni di virgole ed intercalari - "non per dire", "capito" -, da quelle di Begbie, nervosi e dominati dall'onnipresenza di turpiloqui, come la parola "cazzo"; Sick Boy, dal canto suo, parla di sé stesso in terza persona, elogiando le sue qualità, spesso aiutato dalla presenza del dialogo interiore di Sean Connery). Quando nei dialoghi sono coinvolte più azioni o personaggi, il narratore diventa esterno ed onnisciente e parla in terza persona. 
Viene descritta la vita ai limiti della legalità di un gruppo di giovani edimburghesi di periferia, ognuno dei quali ha una propria dipendenza: si va dall'eroina di Spud, Sick Boy e Renton all'alcolismo ed alla violenza insensata di Begbie.

Renton, il protagonista e voce narrante principale del romanzo, dopo numerosi tentativi falliti d'intraprendere un serio percorso di disintossicazione, vedendo molti suoi amici morire per l'AIDS cerca di rifarsi una vita a Londra, dove ha varie conoscenze ed un giro di affari basato sulle truffe all'ufficio di collocamento. È però costretto a tornare a Leith per assistere al funerale del suo amico Matty. In seguito, tornato a Londra per vivere con Kelly, abbandona di nuovo la capitale perché si sente risucchiato dal vortice della monotonia. Tornato a casa, visita tutti i vecchi amici, finché non gli viene proposto la grande occasione: vendere 2 kg di eroina a Londra. Ma quando il colpo è stato fatto e sono state incassate 16.000 sterline, Renton decide di tradire i suoi amici ed allontanarsi con tutti i soldi verso i Paesi Bassi, che conosce avendo un tempo lavorato come steward.

## Personaggi
Trainspotting, nella sua struttura, è ricco di personaggi, dei quali molti compaiono solo il tempo di raccontare una loro storia (o vederla raccontare in terza persona da un narratore onnisciente), mentre altri sono presenze fisse.
I personaggi principali del libro sono fondamentalmente:
- Mark Renton, detto Rents o Rent Boy, un giovane drogato di buona cultura, per cui l'eroina diventa un modo per sparire dal mondo. Appare anche in Porno e in Colla.
- Daniel Murphy, detto Spud, un ragazzo timido e riservato che però non esita a rubare un po' di tutto nei supermercati.
- Francis Begbie, detto Franco, un sociopatico violento e alcolizzato che non esita a malmenare i suoi stessi amici alla minima frase o azione sbagliata.
- Simon Williamson alias Sick Boy, di origini italiane da parte di madre, estremamente convinto della propria superiorità rispetto agli altri amici, che considera zotici e sessualmente inattivi.

Possono essere considerati personaggi principali anche Davie Mitchell (Davo) e Thomas Lawrence (Tommy).
Il libro è poi ricco di una serie di personaggi secondari, che in alcuni casi diventano protagonisti poiché narrano il libro in prima persona. Fra questi ricordiamo:
- Rob McLaughlin, detto Secondo Premio o Secks, un ex giovane promessa del calcio con seri problemi con l'alcool.
- Dianne è una ragazza che Renton conosce in una discoteca ed in un momento di lucidità riesce maldestramente a conquistarla. Soltanto dopo esserci andato a letto Renton apprende che la ragazza ha solo 14 anni.
- Billy Renton, il fratello maggiore di Mark, volontario nell'esercito inglese, muore in seguito ad un attentato terroristico in Irlanda del Nord.
- Johnny Swan, detto Madre Superiora (anche se lui preferisce il soprannome Cigno Bianco), è uno spacciatore e tossicodipendente di lunga data. Approfitta della perdita di una gamba per gangrena al fine di spacciarsi per reduce dalla Guerra delle Falkland.
- Lizzy, la fidanzata di Tommy: lasciandolo ne determinerà l'inizio della tossicodipendenza e la morte.
- Matthew Connell, detto Matty, in seguito a problemi di droga e depressione muore per una malattia contratta dal suo gatto.
- Gav Temperley, detto Temps, amico di Renton e Spud, lavora all'ufficio di collocamento.
- Nina, una cugina di Renton, ha tendenze dark e "diventa signorina" al funerale di uno zio, al quale c'è anche il cugino che prova a corteggiarla.
- Alison, compagna di "tiro al bersaglio" di Renton, Spud e Sick Boy.
- Lesley, presenza fissa in casa di Johnny Swan, avrà una figlia da Sick Boy, che chiamerà Dawn ("alba"), la quale morirà in culla.
- Stevie, un amico del gruppo: compare nelle prime parti del libro, dove aspetta impaziente a casa di Begbie una chiamata da Stella, della quale è innamorato e con la quale si fidanzerà.
- Alan Venters è un sieropositivo che violenta una ragazza, che poi si scoprirà essere la compagna di Davie, che subdolamente ne diverrà amico in modo da poterlo uccidere personalmente.

## Premi
Il libro ebbe un successo immediato, che ne valse la candidatura con quasi certezza di vittoria al Premio Booker: fu però scartato per «aver offeso la sensibilità femminile di due dei giudici».

## Edizioni
- Irvine Welsh, Trainspotting, Secker & Warburg,  p. 344, ISBN 0-7493-9606-7.
- Irvine Welsh, Trainspotting, traduzione di Carlo Emilio Lerici, 6a, Bergamo, Guanda, ottobre 2008,  p. 361, ISBN 978-88-8246-764-7. URL consultato il 20 aprile 2009 (archiviato dall'url originale il 28 marzo 2010).